# Bánh
Pour les articles homonymes, voir Banh.
En vietnamien, le terme bánh (hanoï : [ɓaʲŋ̟˧˥] ou saigon : [ɓan˧˥]) se traduit librement par « gâteau » ou « pain », mais désigne une grande variété d'aliments préparés avec de la farine et qui peuvent être facilement mangés avec les mains ou des baguettes. Avec l'ajout d'adjectifs qualificatifs, bánh désigne une grande variété de gâteaux, brioches, pâtisseries, sandwichs et autres aliments sucrés ou salés, qui peuvent être cuits à la vapeur, au four, à la friture ou à l'eau bouillante. Les aliments à base de farine de blé ou de riz sont généralement appelés bánh, mais le terme peut également désigner certaines variétés de plats à base de nouilles, comme le bánh canh (en) et le bánh hỏi, ou des gâteaux à base de poisson.

## Articles détaillés
- Bánh bao
- Bánh bèo
- Bánh bột lọc
- Bánh cống
- Bánh chưng
- Bánh cuốn
- Bánh hỏi
- Bánh ít trần
- Bánh lá
- Bánh mì
- Bánh tráng
- Bánh xèo